# Соза (Вагуш)
Соза (порт. Sosa; МФА: [ˈso.zɐ]) — парафія в Португалії, у муніципалітеті Вагуш. Розташована в західній частині країни, на теренах історичної португальської провінції Бейра. Входить до складу округу Авейру. За адміністративним поділом, чинним до 1976 року, терени парафії були складовою провінції Берегова Бейра. Належить до Авейрівської діоцезії Католицької церкви. Патрон — святий Михаїл. Площа — 21,6933 км². Населення — 3069 ос. (2011). Слабо урбанізований регіон. Густота населення — 141,47 осіб/км²
. Код — 011807.

## Населення
| Кількість мешканців | Кількість мешканців | Кількість мешканців | Кількість мешканців | Кількість мешканців | Кількість мешканців | Кількість мешканців | Кількість мешканців | Кількість мешканців | Кількість мешканців | Кількість мешканців | Кількість мешканців | Кількість мешканців | Кількість мешканців | Кількість мешканців |
| ------------------- | ------------------- | ------------------- | ------------------- | ------------------- | ------------------- | ------------------- | ------------------- | ------------------- | ------------------- | ------------------- | ------------------- | ------------------- | ------------------- | ------------------- |
| 1864                | 1878                | 1890                | 1900                | 1911                | 1920                | 1930                | 1940                | 1950                | 1960                | 1970                | 1981                | 1991                | 2001                | 2011                |
| 3 103               | 3 256               | 3 384               | 3 587               | 3 707               | 3 812               | 4 484               | 4 660               | 4 835               | 4 620               | 2 661               | 2 738               | 2 575               | 2 939               | 3 069               |